# Metalepsis

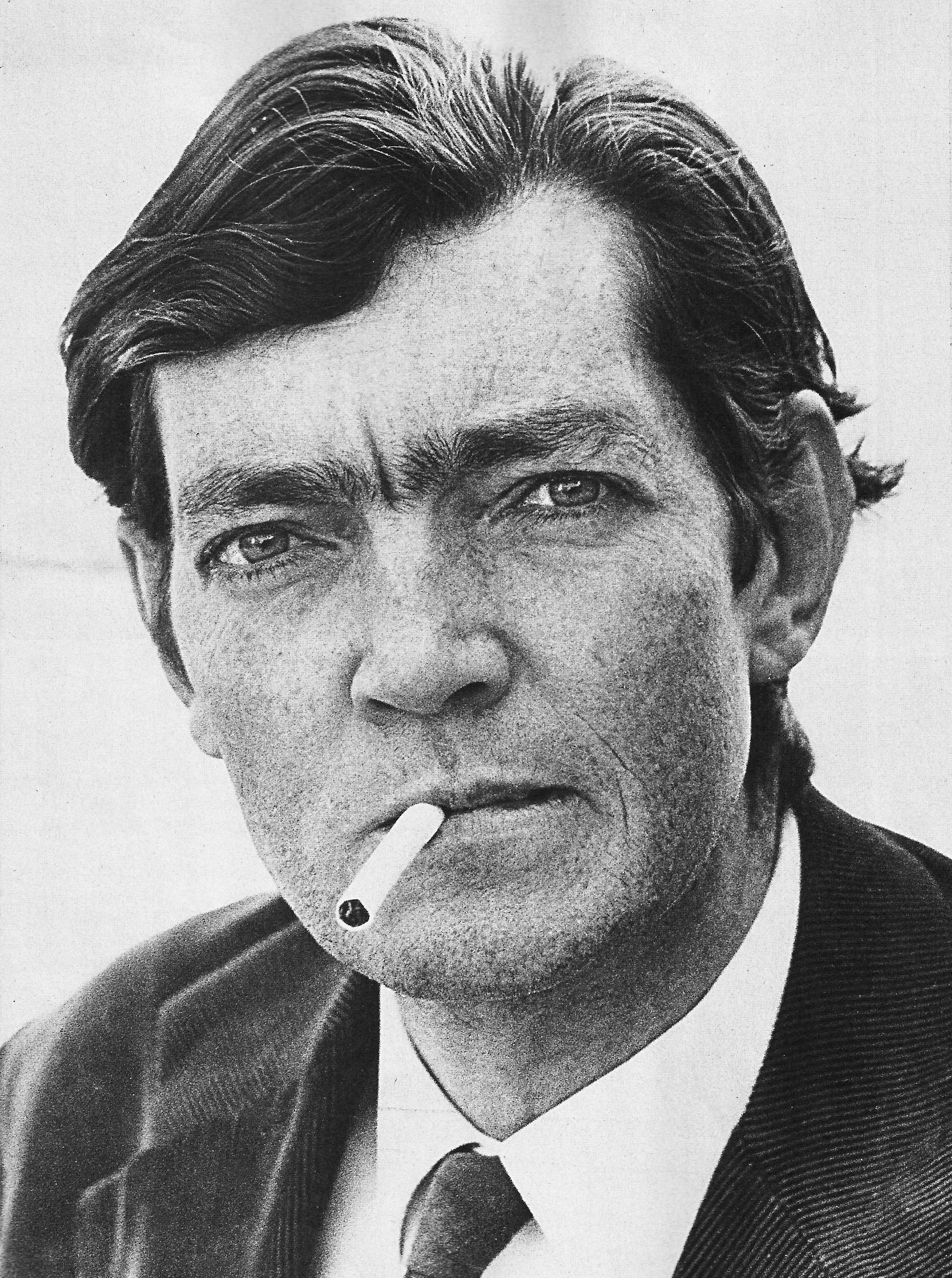
Julio Cortázar desarrolla en el relato breve Continuidad de los parques un célebre caso de metalepsis.

La metalepsis (del griego μετάληψις, 'participación') es una figura retórica que consiste en expresar una acción mediante otra relacionada metonímicamente con ella. Por ejemplo, la exhortación Recuerda el juramento que me hiciste significa en realidad Cúmplelo. La pregunta ¿Tienes hora? funciona como un ruego (Dime qué hora tienes).
En la narratología, se ha entendido como metalepsis a "toda intrusión del narrador o del narratario extradiegético en el universo diegético (o de personajes diegéticos en el universo metadiegético, etc.), o inversamente", Para Lutas Liviu es necesario resaltar la característica transmedial de la metalepsis narrativa, ya que "la transgresión deliberada del umbral de inserción", que mencionaba Genette, puede producirse no solo entre niveles del relato, sino entre medios de representación del relato, por ejemplo de un libro a una película.
La metalepsis, en el mundo de la retórica audiovisual, también es entendida como la ruptura de la lógica. Por ejemplo, un personaje empieza una frase en un lugar y un personaje diferente termina dicha frase en otro sitio y tiempo, estableciendo de esta forma una relación entre los dos o entre lo que están diciendo. O el salto brusco de un nivel narrativo a otro. Es el caso en que un personaje está viendo la televisión en un escenario concreto dentro de la ficción, supongamos que está viendo las noticias, y dentro de la misma ficción, la persona que presenta el telediario se dirige al protagonista. Se encuentran varios ejemplos de metalepsis en el capítulo número 21 de la primera temporada de House o en la película Funny Games, entre otros.